# Молочная девочка (торт)
Молочная девочка – многослойный торт. В составе торта тонкие коржи на основе сгущенного молока. Для приготовления крема в различных рецептах используются сливки (взбитые), сгущёнка, сливочный крем, маскарпоне, сметана, йогурт, заварной крем . Может украшаться ягодами, такими как клубника или малина.
Хотя место происхождения рецепта точно неизвестно, название «Молочная девочка», скорее всего, связано с Германией, где он известен как Milchmadchen (рус. «молочница», «доярка», «молочная девочка»). 
Коржи для торта готовятся на основе сгущённого молока, в Германии традиционно использовали сгущёнку фирмы Nestle, которая называется Milchmädchen, на этикетке нарисована девушка-молочница. Отсюда, видимо, и название торта.
Вместе с тем в России этот торт гораздо более популярен, а немецкие рецепты к названию торта нередко добавляют «русский»: Russische Torte „Milchmädchen“ . Отсюда существует мнение, что рецепт торта происходит от советских эмигрантов, но на родину торт вернулся с импортным названием.
Торт Молочная девочка послужил основой для аналогичных, но модифицированных рецептов тортов Карамельная девочка, Шоколадная девочка и других подобных.